# Сеццадио
Сеццадио (итал. Sezzadio) — коммуна в Италии, располагается в регионе Пьемонт, в провинции Алессандрия.
Население составляет 1279 человек (2008 г.), плотность населения составляет 38 чел./км². Занимает площадь 34 км². Почтовый индекс — 15079. Телефонный код — 0131.
В коммуне находится монастырь святой Иустины, основанный во времена Луитрпранда.
Покровителем коммуны почитается святой Иннокентий, празднование в последнее воскресение августа и 4 октября.

## Демография
Динамика населения:

## Администрация коммуны
- Официальный сайт: https://archive.today/20121218223057/http://www.comune.sezzadio.al.it/